# Прва лига СР Југославије у кошарци 1994/95.
Првенство СР Југославије у кошарци 1994/1995. је било четврто првенство Савезне Републике Југославије у кошарци. Због спонзорског уговора лига је имала назив Винстон ЈУБА лига. Титулу је освојио Партизан.
Сезона 1994/1995 је била трећа сезона заредом која је започела у периоду санкција СР Југославији. Најбољи југословенски тимови нису имали права да учествују у европским клупском такмичењима, борбе за титулу су се претходних сезона водила између Црвене звезде и Партизана, остали тимови нису имали већих такмичарских мотива, због чега је опало интересовање за клупском кошарком. Руководство КСЈ је стога у Прву лигу увело 32 клуба подељених у четири групе. Победе у утакмицама се нису бодовале, већ се рачунала успешност. Победници група и четири екипе са највећом успешношћу су образовали нову групу од осам екипа које су се бориле за титулу првака.

## Регуларна сезона

### 1. група
1. Црвена звезда
2. Ибон Никшић
3. Темко Никшић
4. Бобаник Краљево
5. НАП Нови Сад
6. Пемонт Пролетер Зрењанин
7. Биг Енекс Металац Ваљево
8. Рај Банка Беране

### 2. група
1. Партизан
2. Фагар Косово Поље
3. Морнар Бар
4. Југотес ТНН Бијело Поље
5. Ловћен Цетиње
6. Борац Бања Лука
7. Младост Земун
8. Напредак Крушевац

### 3. група
1. Раднички Београд
2. Ива Омега Шабац
3. Кикинда
4. Борац Чачак
5. ОКК Београд
6. Беовук
7. Срем Тифани Сремска Митровица
8. БФЦ Беочин

### 4. група
1. Спартак Суботица
2. Будућност Подгорица
3. Ужице
4. Војводина Нови Сад
5. ТГ Боровица Подгорица / Рума
6. Крагујевац
7. Беобанка Београд
8. Профи колор Колубара Лазаревац

## Суперлига
|    | Тим           | Игр. | Поб. | Изг. | П+   | П-   | П+/- | Проц. |
| -- | ------------- | ---- | ---- | ---- | ---- | ---- | ---- | ----- |
| 1. | Партизан      | 28   | 24   | 4    | 2564 | 2167 | +397 | 86%   |
| 2. | Боровица      | 28   | 21   | 7    | 2441 | 2087 | +354 | 75%   |
| 3. | Црвена звезда | 28   | 20   | 8    | 2454 | 2242 | +212 | 71%   |
| 4. | БФЦ Беочин    | 28   | 19   | 9    | 2339 | 2129 | +210 | 68%   |
| 5. | Спартак       | 28   | 18   | 10   | 2446 | 2161 | +285 | 64%   |
| 6. | Војводина     | 28   | 16   | 12   | 2290 | 2166 | +124 | 57%   |
| 7. | Пролетер      | 28   | 15   | 13   | 2209 | 2221 | -12  | 54%   |
| 8. | Ибон          | 28   | 14   | 14   | 2178 | 2221 | -43  | 50%   |

## Доигравање

### Финале
1. Партизан - Боровица   99:82
2. Партизан - Боровица   70:59
3. Боровица - Партизан   77:73
4. Боровица - Партизан   74:82
5. Боровица - Партизан   56:59

| Првак СР Југославије 1994/95. |
| ----------------------------- |
| Партизан                      |

## Састави екипа
| Екипа         | Играчи | Тренер                                        |
| ------------- | --- | --------------------------------------------- |
| Партизан      | Владимир Петровић, Харис Бркић, Никола Лончар, Александар Чубрило, Зоран Стевановић, Мирослав Берић, Желимир Стевановић, Жељко Ребрача, Млађан Шилобад, Никола Булатовић, Предраг Дробњак, Драган Ристановић | Борислав Џаковић                              |
| Боровица      | Зоран Сретеновић, Владимир Драгутиновић, Дамир Покрајац, Милета Лисица, Љубисав Луковић, Раде Милутиновић, Милош Цвијановић, Владан Ђокић, Саша Рамач, Слађан Стојковић, Стеван Пековић, Мирослав Мијатовић  | Жељко Лукајић                                 |
| Црвена звезда | Дејан Томашевић, Александар Гилић, Александар Трифуновић, Горан Караџић, Ивица Мавренски, Драгољуб Видачић, Растко Цветковић, Мирко Павловић, Никола Јестратијевић, Игор Ракочевић, Петар Петровић, Ћурчић   | Владислав Лучић, Веселин Матић, Зоран Славнић |
| Војводина     | Веселин Петровић, Зарић, Маљковић, Златко Болић, Драган Луковски, Јово Станојевић, Лукић, Драган Ћеранић, Косановић, Вујичић, Попивода, Бајовић                                                              | Јанко Луковски                                |
| Ива           | Јовановић, Д. Лазаревић, Буцало, Ђурић, Мишел Лазаревић, Мијаило Грушановић, Тимотић, Каришик, Илић, Шаренац, Брборић                                                                                        | Милован Степандић                             |
| Спартак       | Панац, Владимир Ђокић, Кмезић, Свитлица, Алексић, Дејан Котуровић, Драган Марковић, Ивић, Оливер Поповић, Дејан Мишковић, Тадић                                                                              | Рајко Тороман                                 |
| БФЦ           | Митровић, Жарко Вучуровић, Даниловић, Марковић, Маринковић, Николић, Стојачић, Глишовић, Владимир Кузмановић, Бојан Кусмук, Миленко Топић, Жељко Топаловић                                                   | Мирослав Николић                              |
| Ибон          | Горан Николић |                                               |
| Темко         | Небојша Богавац |                                               |
| Пролетер      | Лука Павићевић, Мирољуб Митровић |                                               |
| Морнар        | Ранко Чарапић, Ђуро Остојић | Михаило Павићевић                             |
| Ловћен        | Дејан Радоњић | Момир Милатовић                               |
| Раднички      | Бранко Милисављевић, Горан Бошковић, Александар Нађфеји, Игор Перовић | Слободан Ивковић                              |
| Кикинда       | Ненад Чанак | Велимир Гашић                                 |
| Борац         | Мирослав Радошевић |                                               |
| ОКК Београд   | Зоран Радовић, Милан Прековић, Славиша Копривица |                                               |
| Беовук        | Александар Глинтић, Предраг Савовић, Дејан Милојевић |                                               |
| Срем          | Александар Смиљанић |                                               |
| Будућност     | Јадран Вујачић, Драган Вукчевић, Гаврило Пајовић, Владо Шћепановић, Саво Ђикановић, Александар Ивановић | Горан Бојанић                                 |
| Беобанка      | Драгиша Шарић | Дарко Русо                                    |